# Tom Savini

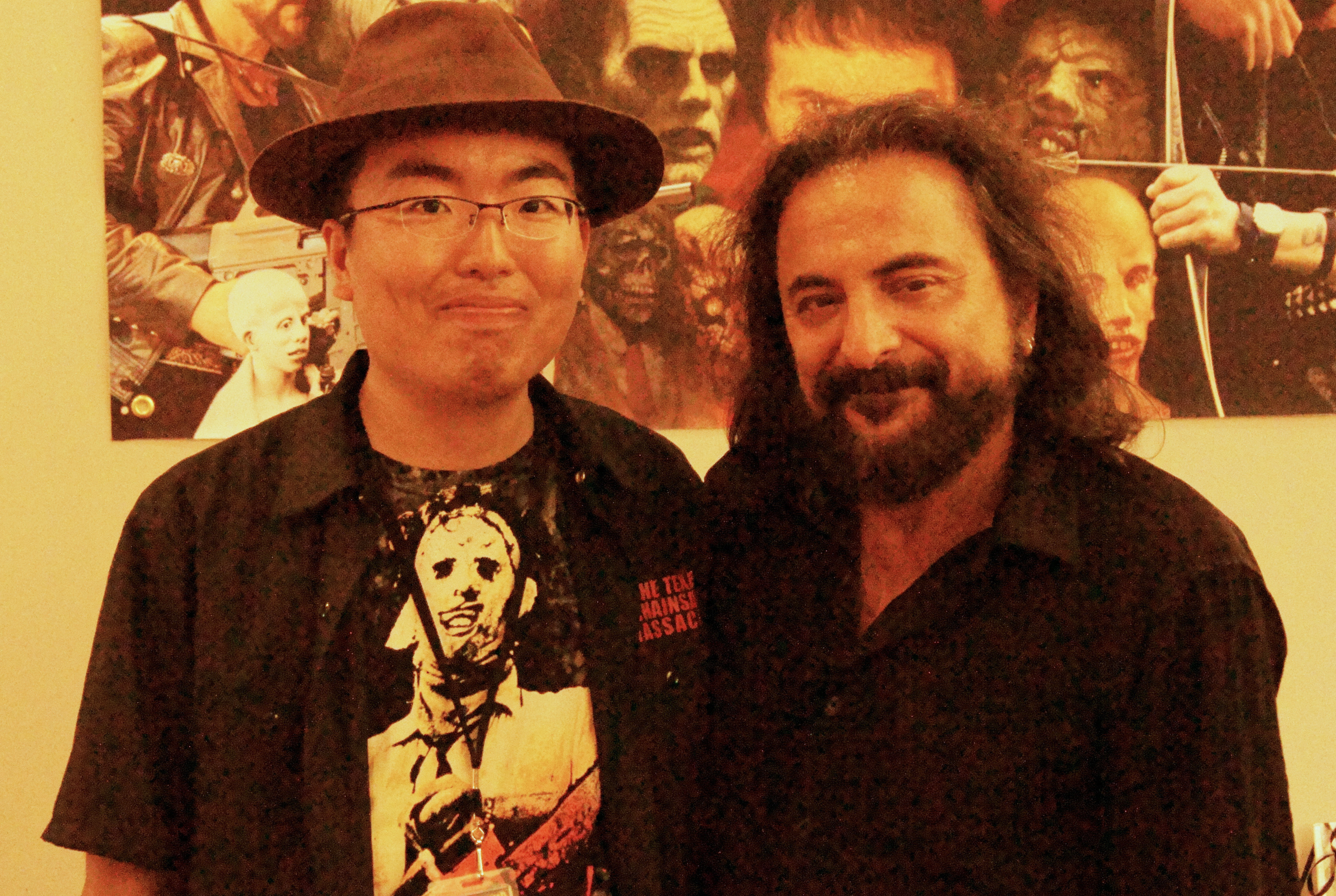
Tom Savini

Tom Savini właściwie Thomas Vincent Savini (ur. 3 listopada 1946 w Pittsburghu) – amerykański aktor, kaskader, reżyser i specjalista od efektów specjalnych. W 1986 roku za pracę przy Dniu żywych trupów otrzymał w nagrodę filmową Saturn.

## Życiorys
Urodził się w rodzinie pochodzenia włoskiego. Ukończył studia na wydziale dziennikarstwa Carnegie-Mellon University w Pittsburghu.
Tworzył efekty specjalne m.in. do filmów Piątek, trzynastego, Maniak, Świt żywych trupów i Dzień żywych trupów.
W 1990 wyreżyserował remake Noc żywych trupów. W 1996 zagrał w filmie Od zmierzchu do świtu u boku Georga Clooneya i Quentina Tarantino.

## Życie prywatne
W 1984 ożenił się z charakteryzatorką Nancy Hare. Mają troje dzieci: syna Lona oraz dwie córki – Lię (ur. 1988) i Audrey.

## Wybrana filmografia
- 1977: Martin jako Arthur
- 1978: Świt żywych trupów jako Blades
- 1980: Maniak jako chłopak na dyskotece
- 1981: Rycerze na motorach jako Morgan
- 1982: Koszmarne opowieści jako śmieciarz
- 1987: Creepshow 2 – Opowieści z dreszczykiem jako dziwak
- 1990: Oczy Szatana jako monomaniak
- 1992: Niewinna krew jako fotograf gazety codziennej
- 1996: Od zmierzchu do świtu jako Sex Machine
- 2001: Simpsonowie w roli samego siebie (głos)
- 2002: Ted Bundy jako detektyw Salt Lake City
- 2004: Świt żywych trupów jako szeryf hrabstwa
- 2005: Ziemia potępionych jako Stephen
- 2005: Ziemia żywych trupów jako Blades (Zombie)
- 2007: Grindhouse jako zastępca Tolo
- 2008: Zack i Miri kręcą porno jako Jenkins
- 2010: Maczeta jako Osiris Amanpour
- 2012: Charlie jako Pan Callahan
- 2012: Django jako Tracker Chaney
- 2013: Maczeta zabija jako Osiris Amanpour
- 2016: Od zmierzchu do świtu (sezon 3) jako Burt